# AMD K6
K6是一個由AMD製造的x86處理器，可能在150至400MHz的時鐘頻率下運行。它有64KB一級緩存（32KB指令集和32KB資料），在2.2伏特的電壓下運行。使用最早使用0.35微米制程，后期改用0.25微米製程，擁有930萬個電晶體，以及只能使用於處理器插座是Socket 7或Super Socket 7的主機板。
K6处理器是AMD最后一代采用AMD完全兼容架构的处理器（K7换用了ALPHA架构EV6总线），其整数运算性能已经接近甚至超过了当时的对手Pentium和PentiumMMX，但浮点运算性能只有同频率Pentium处理器的1/2左右。

## 相容
AMD超微的K6可支援Microsoft Windows 3.0、Microsoft Windows 95、Microsoft Windows 98（包含SE、Microsoft Windows ME及 Microsoft Windows NT 4，它對這些作業系統都有相當不錯的效能，当然K6处理器也可以运行在WindowsXP操作系统上，但性能已经非常低下。

## K6版本
超微的K6有三種版本，從K6-2開始的CPU皆提供超微開發的運算技術3DNow!，使用它的版本有 ：
- AMD K6
- AMD K6-2（支持3D Now！指令集）
- AMD K6 III （内建256KB cache）